# Будник Андрій Вікторович

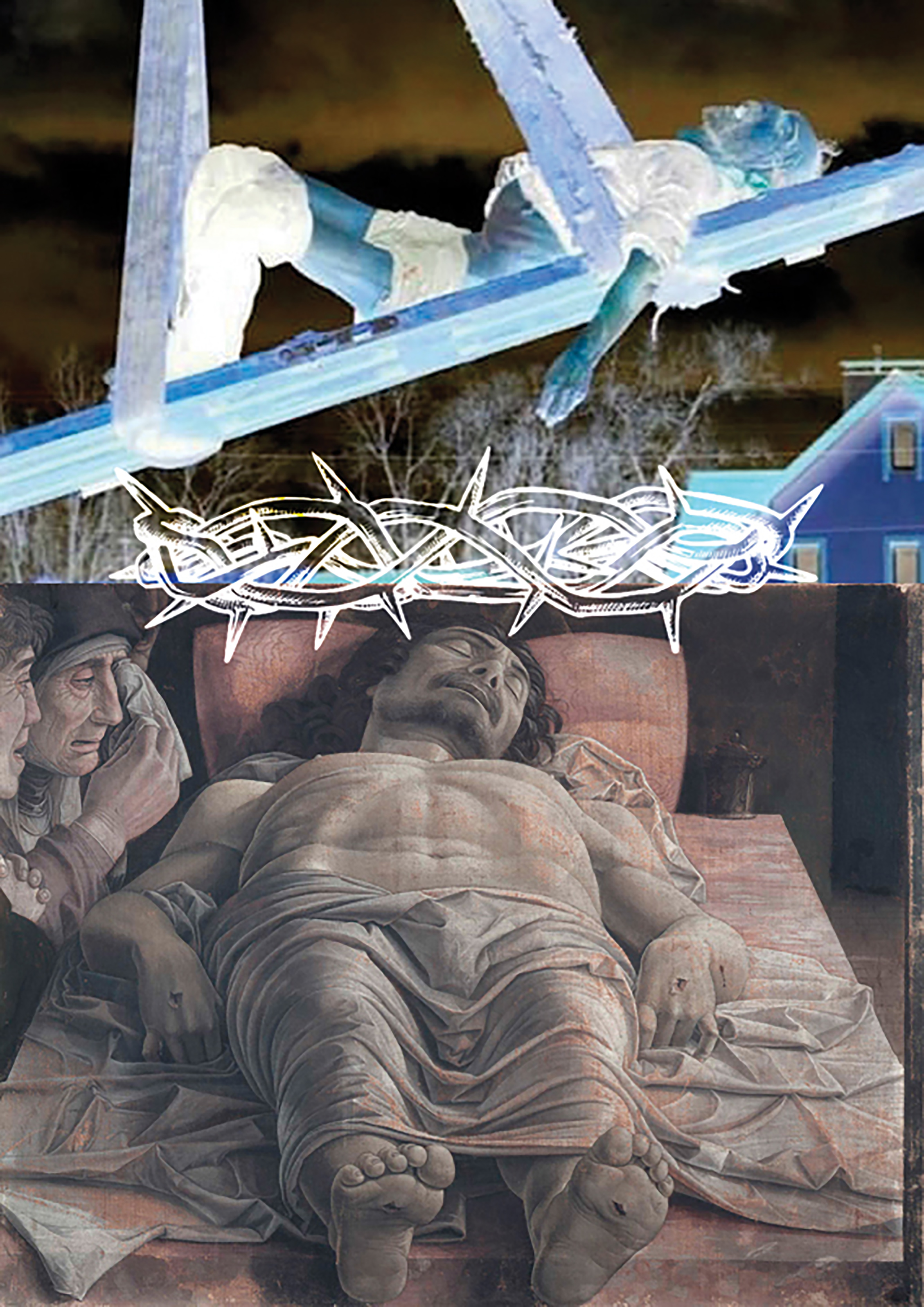
А.Будник. Мантенья із Бучі. Цифровий колаж. 2023

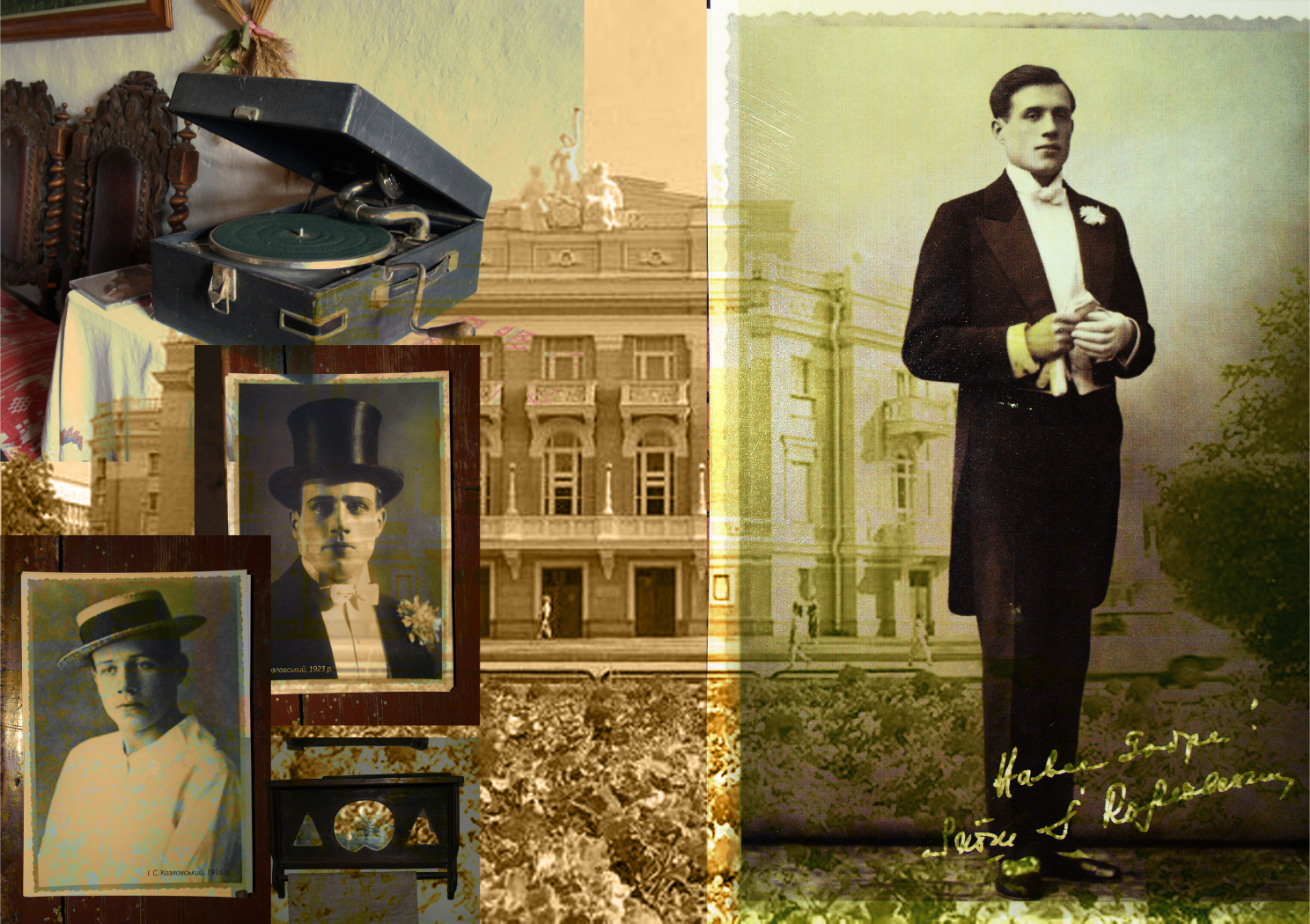
А.Будник. Серія «Життя Івана Козловського». Аркуш № 2. «Юність». 2010

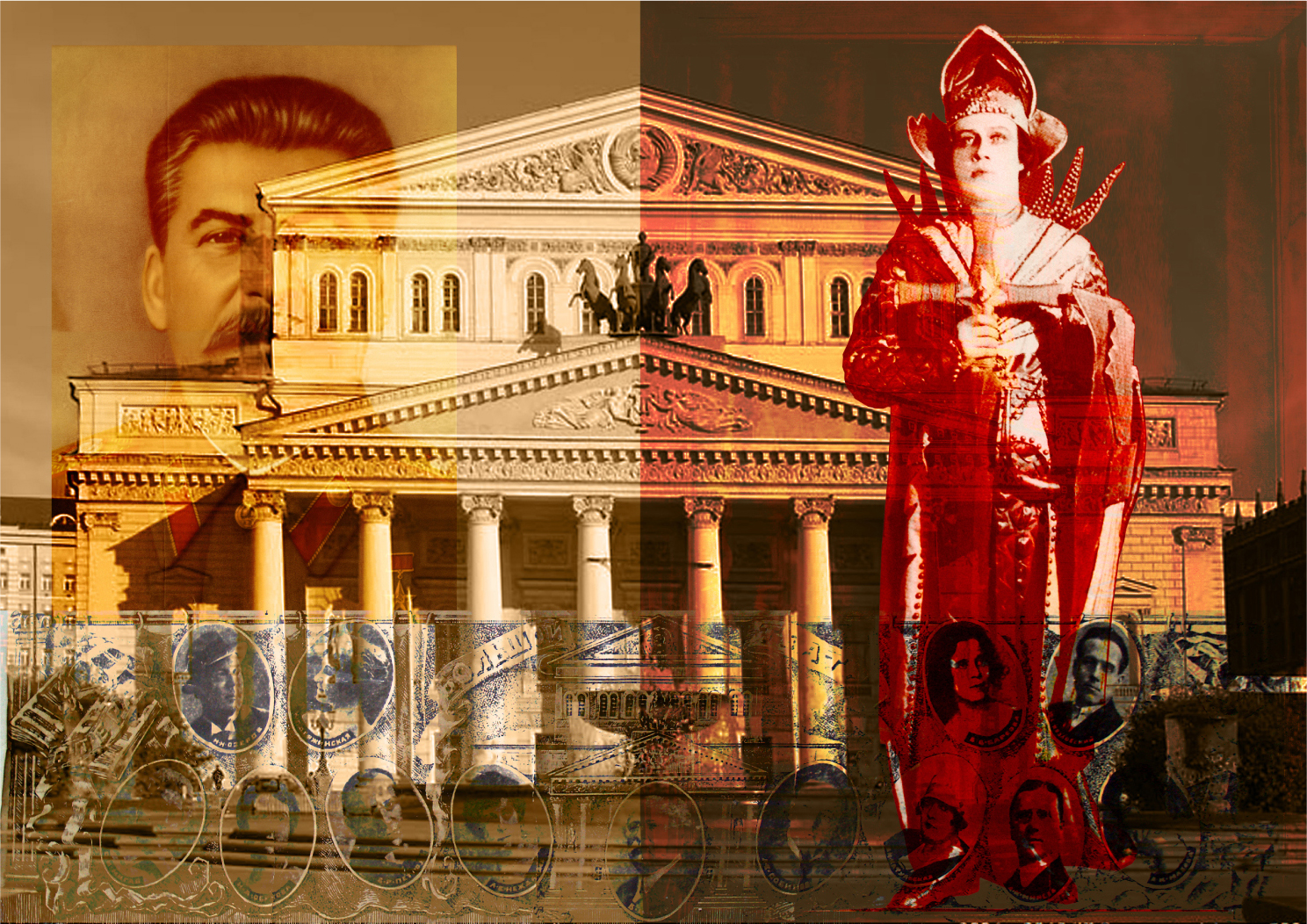
А. Будник. Серія «Життя Івана Козловського». Аркуш № 3. «Зрілість». 2010

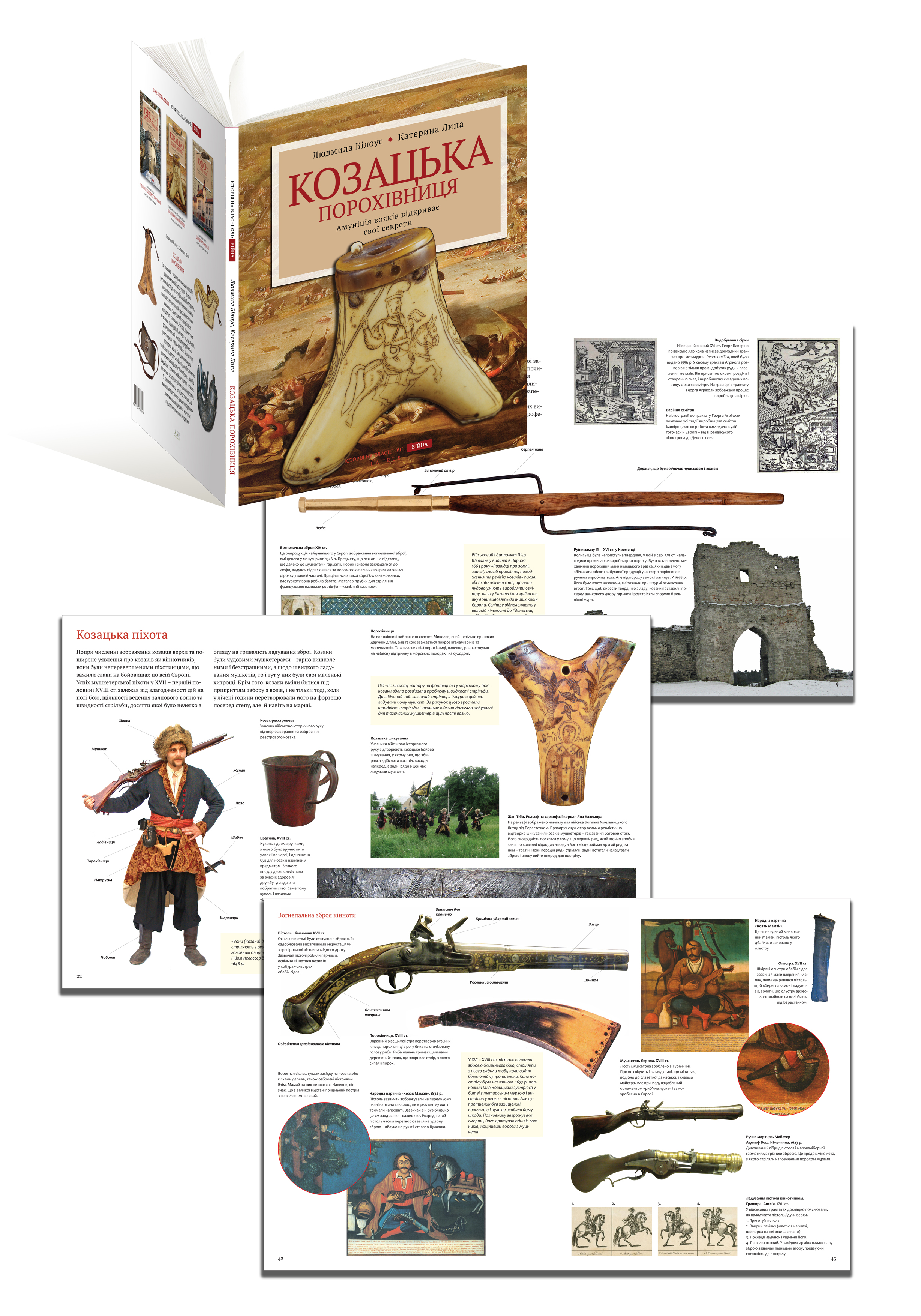
А.Будник. Дизайн книги «Козацька порохівниця». 2010

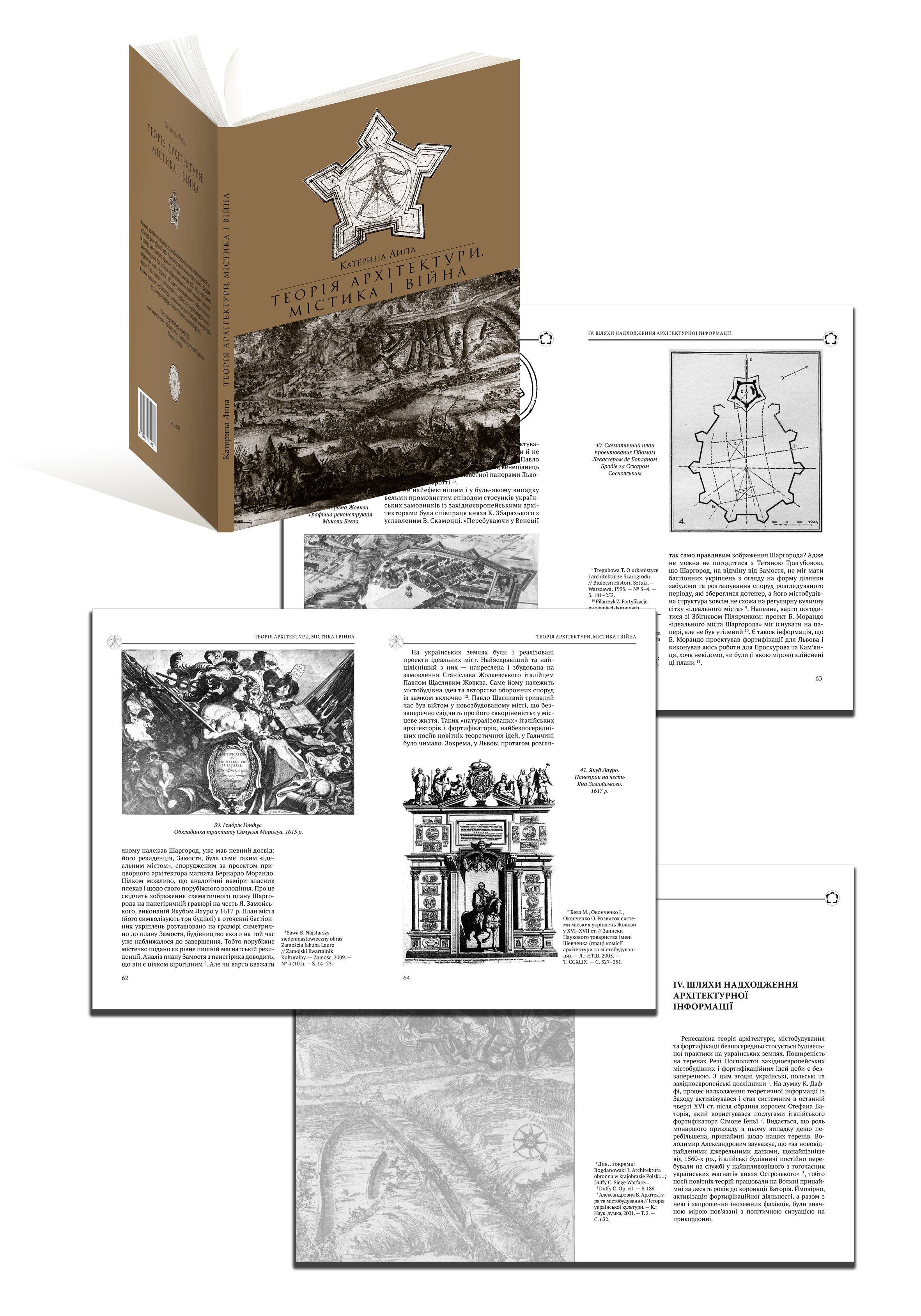
А.Будник. Дизайн книги «Теорія архітектури, містика і війна».2010

Андрій Вікторович Будник (нар. 29 вересня 1964, Житомир) — український художник медіа-мистецтва, графік, плакатист, колажист, дизайнер, педагог, мистецтвознавець, доцент факультету дизайну і реклами КНУКіМ, кандидат мистецтвознавства, член Національної спілки художників України (з 1992); Голова секції секції плаката і графічного дизайна КОНСХУ, Заслужений художник України (2020).
Роботи знаходяться у фондах Музею Лесі Українки, Українському музеї (Нью-Йорк), США; музеї «Кобзаря» Т. Г. Шевченка (відділ Черкаського обласного краєзнавчого музею), Меморіальному музеї-садибі Івана Козловського, Запорізькому обласному художньому музеї, Національному заповіднику «Софія Київська», Національному літературно-меморіальному музеї Г. С. Сковороди, приватних і корпоративних колекціях.

## Життєпис
Андрій Будник народився в Житомирі.
1983–1990 навчався в Українській академії друкарства, викладач Валуєнко Б. В. на відділенні книжкової графіки
У 1992 закінчив НАОМА, факультет графіки, викладач Лящук Т. А., отримав диплом з відзнакою.
Виставкову діяльність розпочав з 1986 і надалі активно працює в галузі графічного дизайну, графіки, живопису, карикатури, плакату. Учасник і куратор національних і міжнародних виставок та пленерів.
Обраний головою секції секції плакату і графічного дизайнау КОНСХУ.
Захистив кандидатську дисертацію на тему «Засоби і прийоми українського видовищного плаката першої третини XX століття» 2017, керівник О. А. Лагутенко.
Працює доцентом кафедри графічного дизайну факультету дизайну і реклами КНУКіМ. Неодноразово влаштовує виставки із художниками-студентами, які висловлюють свою громадянську позицію у гостро-політичних творах колажної графіки й плакату.
З 2022 року, початком повномасштабної Російсько-української війни разом із своїми студентами заснував художню групу «Креативний супротив», яка засуджує рашизм. Був куратором і учасником антивоєнних виставок в Україні, Австралії, Болгарії, Польщі, Грузії та інших країнах.

### Участь у виставках
1991 — Orange Three Theatre, Лондон, Велика Британія.
1991 — Lyric Theatre Hammersmith, Лондон, Велика Британія.
1992 — Український музей, Нью-Йорк, США.
1993 — Історичний музей Філадельфії, США.
2004 — Всеукраїнська виставка графічного дизайну «Життя шрифту», Київ, Україна.
2007 — Документально-художня виставка «Україна пам'ятає! Голодомор 1932—1933 р.р. — геноцид українського народу», Київ, Україна.
2010 — Всеукраїнська виставка книжкової графіки 1992—2010, НСХУ
2017 — «Народжені Карпатами». Галерея КОНСХУ «Митець». (учасник, куратор).
2020 — «Stop COVID-19». Галерея КОНСХУ «Митець» (учасник, куратор).
2020 — «Слухай українське!». Галерея КОНСХУ «Митець» (учасник, куратор).
2022 — «Виміри Незалежності». Галерея КОНСХУ «Митець». 23 серпня 2022 року (учасник, куратор).
2023 — «Рік незламності». Виставка колажів, плакатів, ілюстрацій. Київ, Будинок художника
2023 — «За межами», Болгарія.

### Розробка книжкового дизайну
- О. Лагутенко . Українська графіка 1-й третини XX століття (дизайн А. Будника і В. Рагозина). Київ: Грані-Т, 2006
- Історія Михайлівського Золотоверхого собору(дизайн А. Будника і В. Рагозина). Київ: Грані-Т: 2007
- Україна-Польща: Єдність зброї крізь століття (дизайн А. Будника і В. Рагозина). Київ: Грані-Т: 2007
- Ольга Лагутенко . Graphein графіки. Українська графіка XX століття (дизайн А. Будника і В. Рагозина). Київ: Грані-Т: 2007
- Ю. Круліковський, О. Голуб, Рене ван Кемпен. Digital yard #3. Каталог виставки в Амстердамі Голуб, Вишеславського, Харченка. Дизайн А. Будника і В. Рагозіна. Київ: Фонд сприяння розвитку мистецтв. 2008.
- Мар'янівська пастораль — 2010. Каталог пленеру: музей-садиба Івана Козловського. К.: Фонд сприяння розвитку мистецтв. 2010
- Ігор Жук. Львів Левинського: місто і будівельник. Київ: Грані-Т: 2010. ISBN 978-966-465-322-7.
- Іван Пилипенко. Каталог творів. Дизайн А. Будника. Київ: Відділ культури Київської міської державної адміністрації, 2011
- К. Липа. Твердині князів Острозьких. — К: Laurus, 2014,- 64 с.
- К. Липа, Л. Білоус.  Козацька порохівниця. — К: Laurus, 2014, — 64 с.
- М. Відейко. Світ Трипілля. — К: Laurus, 2014, — 64 с.
- Федір Андрощук.  Гаральд Суворий: останній вікінг. — К.: Laurus, 2020. — 204 с.: іл., — укр.
- Олександр Федорук. Художник і Академія. — К: Софія-А, 2021, — 240 с.
- Федір Андрощук.  Від вікінгів до Русі. — К.: Laurus, 2022. — 212 с.: іл., — укр.

## Вибрані наукові праці
- Будник А.  Життя шрифту. Передмова до каталогу. К.; Національна Спілка художників України. (2004)
- Будник А. Секція плакату і графічного дизайну. Образотворче мистецтво, № 4 (грудень) 2009 рік.
- Будник А. В. Типографіка, шрифтова обкладинка та елементи навігації (рубрики) українських журналів 1920–30-х рр. Вісник ХДАДМ, 2019, № 1. с. 19-28.
- Budnyk Andriy.  The Importance Of Meller's Model Workshop Experience For Modern Design Education // Demiurge: Ideas, Technologies, Perspectives Of Design. Kyiv, Knukim Publishing, 2020. Vol. 3 No 1. Р. 69-84.
- Будник А. В. Юрій Кривдін — маловідоме ім'я українського графічного дизайну 1920–30-х рр.Art & Design. КНУТД, № 4, 2020. С. 30-43.
- А. В. Прийоми постмодернізму у плакатних проєктах часів пандемії COVID-19. Деміург: ідеї, технології, перспективи дизайну, 4 (1), с. 8-20.
- Гамалія К., Будник А. Реінтерпретація феномена Енді Воргола в плакатній діяльності молодих українських дизайнерів. Вісник КНУКіМ. Серія «Мистецтвознавство», (47), 2022, ст. 132—138

## Нагороди
- Нагорода конкурсу MTV USA «My Generation» за найкращий плакат США, (1988).
- Перша премія на 1-ому Київському Бієнале плакату (1993).
- Перша премія на 2-ому Київському Бієнале плакату (1995).
- Золотий диплом і нагорода НСХУ на Першій Всеукраїнській виставці графічного дизайну «Життя шрифту» (2004)
- Лауреат премії КОНСХУ імені Георгія Нарбута «Митець року» секції плаката і графічного дизайна (2007).
- Диплом IX Всеукраїнського рейтингу «Книжка року» в номінації «За кращу видавничу серію — 2007» (серія «Грані світу»: «Україна-Польща: Єдність зброї крізь століття») (спільно з В. Рагозиним). (2008)
- Лауреат премії КОНСХУ імені Георгія Нарбута «Митець року» секції плаката і графічного дизайна за серію графічних листів «Життя Івана Козловського» (2010).[4].
- Заслужений художник України (2020)[5].